# Nationale Sammlung der Unabhängigen
Die Nationale Sammlung der Unabhängigen (RNI) (arabisch التجمع الوطني للأحرار, DMG at-taǧammuʿ al-waṭanī li-l-aḥrār, Zentralatlas-Tamazight ⴰⴳⵔⴰⵡ ⴰⵏⴰⵎⵓⵔ ⵢ ⵉⵏⵙⵉⵎⴰⵏⵏ Agraw Anamur y Insimann, französisch Rassemblement National des Indépendants) ist eine politische Partei in Marokko, die im Jahre 1978 vom einstigen Premierminister Ahmed Osman gegründet wurde, dem Gatten einer Schwester des damaligen Königs Hassan II., mit Unterstützung des damaligen Innenministers Driss Basri. Der aktuelle Parteichef (Generalsekretär) ist Aziz Akhannouch. Bei den Parlamentswahlen 2016 erlangte die Partei 37 Sitze.

## Geschichte

### Gründung
Die im Jahre 1978 gegründete Partei stand immer unter der Schirmherrschaft des Parteigründers Ahmed Osman und wurde von Driss Basri unterstützt. Sie profitierte von der vorherigen Rekordlänge der Regierungszeit Osmans, welche 7 Jahre andauerte. In der Folge war sie Teil von mehreren anti-sozialistischen sowie Mitte-rechts-Koalitionen.
Die Gründung und der Name der Partei gehen zurück auf die Parlamentswahl in Marokko 1977, nach welcher sich eine Gruppe von 167 parteilosen Abgeordneten bildete, die in der Folge von Osman und Basri in die neue Partei überführt wurde. Das Programm der Partei war und ist gekennzeichnet von rechts-liberalen Positionen, welche die politische Beteiligung und Verantwortung aller gesellschaftlichen Akteure in den Mittelpunkt stellt.

### Zeitenwende
Im Jahre 1981 spaltete sich eine Gruppe von Abgeordneten von der RNI ab, um im Jahre 1982 unter der Führung von Abdellah Kadiri die Partei der Nationaldemokraten (PND) zu gründen, doch die RNI bewahrte auch danach ihre starke Präsenz im marokkanischen Parlament. Die RNI war seit ihrer Gründung an mehreren Koalitionsregierungen beteiligt, unter anderem auch an der ersten sozialistischen „Regierung des Wechsels“ im Jahre 1998.
Bei der am 27. September 2002 abgehaltenen Parlamentswahl errang die Nationale Sammlung der Unabhängigen 41 der 325 Sitze in der Repräsentantenversammlung. Im Jahr 2007 wurde der Parteigründer Osman wegen Unzufriedenheit mit der Parteiführung gestürzt. In der anschließenden Parlamentswahl am 7. September 2007 erreichte die Partei nur noch 39 der 325 Sitze. Sie trat der neuen Regierung von Premierminister Abbas El Fassi bei, die am 15. Oktober 2007 formiert wurde.

### Jüngere Vergangenheit
Bei der Parlamentswahl in Marokko 2011 wurde die Nationale Sammlung der Unabhängigen drittstärkste Partei (52 Sitze aus 395). Trotzdem wurde sie nicht Teil der neuen Regierung, da der führende Kopf des Wahlsiegers Partei für Gerechtigkeit und Entwicklung (PJD), Abdelilah Benkirane, eine Koalition mit der Istiqlal (Partei der Unabhängigkeit) und der Sozialistischen Union der Volkskräfte (USFP) bevorzugte.
Bei der Parlamentswahl in Marokko 2016 verlor die Partei deutliche 15 Sitze, worauf Parteichef Mezouar seinen Hut nahm. In Folge der Schwierigkeiten des Wahlsiegers PJD, eine neue Koalition zu formen, wurde der RNI eine Regierungsbeteiligung angeboten. Der neu ernannte Generalsekretär der RNI Aziz Akhannouch machte jedoch die Teilnahme weiterer Parteien an einer „Koalition der Stärke“ zur Bedingung der Teilnahme an einer Regierungskoalition, insbesondere namentlich der Sozialistischen Union der Volkskräfte (USFP), was von Ministerpräsident Abdelillah Benkirane jedoch abgelehnt wurde. Benkirane wurde in der Folge von der Regierungsbildung entbunden. Am 5. April 2017 bestätigte der König offiziell die Regierung des neuen Ministerpräsidenten Saadeddine Othmani (PJD) unter Beteiligung der USFP und der RNI. Akhannouch hat somit entscheidend zur Schwächung der moderat-islamistischen PJD trotz deren fortgesetztem Wahlerfolg beigetragen.

## Liste der Parteivorsitzenden
- Ahmed Osman (Generalsekretär 1970–2007)
- Mustapha Mansouri (Generalsekretär 2007–2010)
- Salaheddine Mezouar (Generalsekretär 2010–2016)
- Aziz Akhannouch (Generalsekretär seit 2016)

## Wahlergebnisse
| Wahlergebnisse Nationalversammlung im Parlament (1978 – 2016) | Wahlergebnisse Nationalversammlung im Parlament (1978 – 2016) | Wahlergebnisse Nationalversammlung im Parlament (1978 – 2016) |
| Jahr                                                          | Stimmenanteil                                                 | Sitze                                                         |
| ------------------------------------------------------------- | ------------------------------------------------------------- | ------------------------------------------------------------- |
| 1984                                                          | 19,93 %                                                       | 61/306                                                        |
| 1993                                                          | 12,31 %                                                       | 41/333                                                        |
| 1997                                                          | 14,15 %                                                       | 46/325                                                        |
| 2002                                                          | 13,0 %                                                        | 41/325                                                        |
| 2007                                                          | 9,7 %                                                         | 39/325                                                        |
| 2011                                                          | 11,3 %                                                        | 52/395                                                        |
| 2016                                                          | 9,4 %                                                         | 37/395                                                        |